# Pál Joensen
Pál Vitalis Joensen (født 10. december 1990 i Vágur, Suðuroy som Pál Joensen) er en færøsk elitesvømmer.
Pál Joensen er langdistancesvømmer og har de bedste resultater fra 1500 m fri, men også 800 m og 400 m er discipliner, som han har fået medaljer i; han blev således europamester i alle tre discipliner i 2008 (juniorer). Pál Joensen flyttede til København efter OL i august 2012. Han træner til daglig i NTC i København, men foreløbig svømmer han for en svømmeklub i Ålborg. Før han flyttede til Danmark svømmede han for Susvim på Færøerne og trænede til daglig på 25 m bane. Hans daværende træner var Jón Bjarnason. I juli 2012 svømmede Joensen for Danmark til Sommer-OL 2012 i London. Han kvalificerede sig i 1500 m og 400 m fri. Joensen har lov til at svømme for Danmark til OL, fordi den Olympiske Komité kun godtager selvstændige nationer, og det er Færøerne ikke.
Den 15. august 2015 blev han gift med Malan Vitalis Joensen (før Malan Vitalis Bærendsen) fra Tvøroyri, som er tidligere elitesvømmer. De blev gift i Páls Høll, som er en svømmehal i Pál Joensens hjembygd Vágur, med Færøernes første og hidtil eneste 50 meter svømmebassin. Bygningen er opkaldt efter Pál Joensen (Páls Hal), den åbnede officielt ved en højtidelighed to måneder senere, den 17. oktober 2015. Ved brylluppet fik parret fælles mellem- og efternavn, han tog hendes mellemnavn Vitalis til sit, og hun tog hans efternavn til sit, dvs. Joensen i stedet for Bærendsen.

## International svømmekarriere

### Tredobbelt europamester 2008 for juniorer
Pál Joensen vandt 3 guld medaljer til europamesterskabet for juniorer European Junior Swimming Championships i Beograd 2008. Han vandt guld i 400 m, 800 m og 1500 m fri.

### Island Games
Pál Joensen satte flere rekorder til Island Games 2009 i Åland:
- Mænd 100 m fri 00:50,04
- Mænd 1500 m fri 15:44,68
- Mænd 200 m brystsvømning 02:16,06
- Mænd 200 m fri 1:47,76
- Mænd 400 m fri 03:45,87
- Mænd 50 m fri 23,19 (delt førsteplads)

Færøerne vandt Island Games 2009 med 34 guldmedaljer, 23 sølv og 24 bronzemedaljer. Isle of Man blev nummer to og Jersey blev nummer tre.
Pál Joensen havde også vundet flere medaljer til Island Games i 2007 på Rhodos. Det var første gang, han for alvor blev et kendt navn på Færøerne.

### FINA World Cup 2009 i Moskva
Den 7. november 2009 vandt Pál Joensen 1500 m Fri for mænd på kortbane (25 m) med tiden 14:32,64. Dermed slog han sin egen færøske rekord som var 14:39,99. Samtidig slog han danskeren Mads Glæsners nordiske rekord sat i december 2008 til World Cup-stævnet i Stokholm med tiden 14:38,87.

### FINA World Cup 2009 i Stockholm
Den 11. november 2009 deltog han i finalen i 1500 m fri på kortbane til World Cup-stævnet i Stockholm. Joensen vandt sølv med tiden 14:32,59 og forbedrede dermed den nordiske rekord, som han selv havde sat fire dage tidligere til stævnet i Moskva.

### FINA World Cup 2009 i Berlin
Den 15. november 2009 deltog Pál Joensen i finalen i 1500 m fri på kortbane til World Cup-stævnet i Berlin. Pál Joensen vandt sølv med tiden 14:32,15 og slog endnu engang den nordiske rekord, som han selv havde sat fire dage tidligere til stævnet i Stockholm.

### EM i svømning 2010 i Budapest
Pál Joensen deltog i EM-stævnet i Budapest i Ungarn i august 2010. Han svømmede indledende løb i 1500 m fri i det første af tre heats. Han vandt heatet i tiden 15:04,05. Italieneren Samuel Pizzetti svømmede i det tredje heat og svømmede som den eneste hurtigere end Joensen med tiden 15:03,32. Resultatet af finalen i 1500 m fri, som blev svømmet den 11. august 2010 (de tre bedste):
- 1 Sébastien Rouault, Frankrig, 14:55.17.
- 2 Pál Joensen, Færøerne, 14:56.90.
- 3 Samuel Pizzetti, Italien, 14:59.76.Swimmingworldmagazine.com

Pál Joensen var hermed den første færing, som vandt en medalje i en af de store internationale konkurrencer, bortset fra færinger, som har deltaget i og vundet medaljer i de Paralympiske lege.
Den 12. august 2010 svømmede Pál Joensen i indledende heat i 800 m fri. Han kvalificerede sig med tiden 7:56,55 min, som var den fjerdebedste tid. I EM-finalen i 800 m fri den 13. august opnåede Pál Joensen en femteplads med tiden 7:53,11, som var ny færøsk rekord og kun et sekund fra den nordiske rekord.

### FINA World Cup 2010 i Berlin
Pál Joensen deltog i World Cup-stævnet i Berlin 30. og 31. oktober 2010 på kortbane. Han vandt sølv på begge distancer, som han deltog i: I 400 meter fri med tiden 3:44.45, og i 1500 meter fri med tiden 14:47.39. Joensen vandt også sølv i 1500 m fri i 2009, men det var første gang, at han vandt en medalje i 400 m fri til et World Cup-stævne.

### 2011 FINA VM i svømning i Shanghai
Pál Joensen deltog i to discipliner ved VM i svømning på langbane i Shanghai i Kina i juli 2011. Han svømmede indledende heat i 800 meter fri den 26. juli og det gjorde han så overbevisende, at han svømmede med næsthurtigste tid, som var 7:45.55. Tiden var ny nordisk rekord, det var Mads Glæsner fra Danmark som var indehaver af rekorden før Joensen slog den. Pál Joensen var den eneste nordiske deltager i mændenes VM finale i 800 meter fri. Han blev nummer fem med tiden 7:46.51, det var Sun Yang fra Kina som vandt 800 meter fri, det gjorde han med tiden 7:38.57.
Den 30. juli svømmede Pál Joensen i indledende heat i mændenes 1500 meter fri. Han kvalificerede sig til finalen med tiden 14:56.66, som også var ny nordisk og færøsk rekord. Joensen var selv indehaver af begge rekorder. Med denne præstation kvalificerede Joensen sig også til OL 2012 i London, hvor han vil svømme for Danmark, da IOC ikke anerkender Færøerne som selvstændigt land. Alle otte som kvalificerede sig til finalen i 1500 meter fri svømmede under 15 minutter. Finalen blev svømmet den 31. juli 2011, Pál fik en flot fjerdeplads kun 0,67 sekund fra en bronze medalje. Vinderen var Sun Yang med tiden 14:34.14, som var ny verdensrekord. Dermed var den ældste verdensrekord i svømning taget, det var Grant Hackett som satte den tidligere rekord 10 år og to dage forinden. Ryan Cochrane fra Canada vandt sølv med tiden 14:44.46, Gergo Kis fra Ungarn vandt bronze med tiden 14:45.66.

### Danish Open 2012
Pál Joensen deltager i Danish Open svømmestævne i Brønshøj fra 22. marts til den 25. marts 2012. Han vandt guld i 400 meter fri og svømmede to sekund under kravtiden til OL 2012 og er dermed kvalificeret til at svømme for Danmark til OL 2012 i 400 m fri. Den 23. svømmede han 200 m fri, hvor han vandt guld og forbedrede sin færøske rekord med over et sekund. Den 24. marts deltog Pál Joensen i mændenes holdkap i 4x200 m fri, som den sidste svømmer. Han svømmede med den hurtigste tid, 1.47,79. Den samlede tid var 7:15,38, som var nok til OL kravet. De andre svømmere var: Mads Glæsner, Daniel Skaaning og Anders Lie. Det bliver dog ikke afgjort før 1. juni, om de fire får en national plads i 4x200 m fri til OL i sommer.
- Guld i 400 m fri i tiden 3:46.84[12] (Ny færøsk rekord)
- Guld i 200 m fri i tiden 1:48:98[13] (Ny færøsk rekord)
- Guld i 1500 m fri i tiden 15:04,39[14]

### Sommer-OL 2012
Pál Joensen deltog for Danmark til Sommer-OL 2012 i London. Han svømmede 400 meter fri indledende heat den 28. juli 2012 med tiden 3:47.36, som blev til en 10. plads. Han svømmede 4x200 m fri sammen med Mads Glæsner, Daniel Skaaning, Anders Lie. De blev nummer 13 med tiden 7:15.04. Den 3. august svømmede han 1500 meter fri, som plejer at være den distance som han klarer bedst. Han svømmede dog langt fra sin bedste tid, og klarede ikke at komme i finalen, det blev til en 17. plads.
- Nr. 10 i 400 m fri i tiden 3:47.36
- Nr. 13 i mændenes 4x200 m fri i tiden 7:15.04
- Nr. 17 i 1500 meter fri i tiden 15:18.42

### VM 2012 på kortbane i Istanbul
Joensen deltog i HM på kortbane i Istanbul i december 2012. Den 16. december 2012 svømmede han 1500 m fri, det lykkedes ham at vinde sin første HM medalje, da han oprindelig blev nummer tre i tiden 14.36.93 og dermed vandt en bronzemedalje, men senere, i juni 2013, blev dette ændret til en sølvmedalje, efter at Mads Glæsner, som vandt guld i tiden 14:30.01, fik frataget guldmedaljen, efter at han blev testet positiv for et ulovligt stof i dopingtest. Italieneren Gregorio Paltrinieri vandt oprindelig sølv i tiden 14:31.13, men i juni 2013 blev han HM-vinder i stedet for Glæsner. Joensen deltog også i 400 meter fri, han blev oprindelig nummer 6 i tiden 3:42.23, i juni 2013 rykkede han en plads længere op, på en 5. plads, efter at Glæsner mistede sin bronzemedalje efter en positiv dopingtest.
Pál Joensen flyttede til Danmark efter sommerferien 2012, men bortset fra OL 2012, hvor han svømmede for Danmark, så repræsenterer han stadig Færøerne, når han svømmer i internationale svømmestævner.

### DM 2013 på langbane
Pál Joensen deltog i tre konkurrencer ved Danske Mesterskaber i svømning på langbane. Han vandt guld i 200 og 400 meter fri og svømmede et halvt minut hurtigst hurtigere end nummer to i 800 meter fri, men vandt ikke guld, pga. for sen tilmelding.
- Bedste tid i 800 m fri med tiden 8:03.77[18] (vandt ikke guld pga. for sen tilmelding)[19]
- Guld i 400 m fri med tiden 3:54.17[20]
- Guld i 200 m fri med tiden 1:50.63[21]

### EM 2013 på kortbane i Herning
Joensen deltog ved EM i kortbanesvømning 2013 i Herning og vandt Færøernes første medalje ved EM i kortbanesvømning, da han vandt sølv i mændenes 1500 meter fri.
- Sølv i 1500 m fri med tiden 14:35.99[22]
- Nr. 21 i 400 m fri med tiden 3:45.92[23]
- Nr. 26 i 200 m fri fri med tiden 1.47.03

### EM 2014 på langbane i Berlin
Pál Joensen deltog ved EM i svømning 2014 i Berlin i august 2014. Han deltog i 1500 m fri og i 800 m fri. Den 20. august vandt han sølv i 1500 m fri med tiden 14:50.59. Vinderen var italieneren Gregorio Paltrinieri, som satte ny europæisk rekord med tiden 14:39.93. To dage senere vandt Joensen igen en sølv medalje, denne gang i 800 m fri.
- Sølv i 1500 m fri med tiden 14:50.59.
- Sølv i 800 m fri med tiden 7:48.49.

### VM 2014 iDoha,Qatar
Joensen deltog ved verdensmesterskabet på kortbane i Doha i december 2014. Han blev nummer fire i 1500 meter fri med tiden 14:26.54, som var en forbedring på knap seks sekund af hans bedste tid før VM i Doha. Med den tid slog han også Mads Glæsners nordiske rekord med 20/100 sekund. Den italienske Gregorio Paltrinieri vandt guld, Oussama Mellouli fra Tunesien vandt sølv, mens Ryan Cochrane fra Canada vandt bronze.
- Nr. 4 i 1500 m fri med tiden 14:26.54 som var færøsk og nordisk rekord.
- Nr. 17 i 400 m fri med tiden 3:42.31

### Danish Open 2015
I slutningen af marts 2015 deltog Joensen ved Danish Open i København.
- Guld i 800 meter fri med tiden 7:52.82, som var stævnerekord og den hidtidig hurtigste tid i verden (frem til 28. marts 2015) i 800 m fri.[24][25]
- Guld i 1500 meter fri med tiden 15:13.88.
- Sølv i 400 meter fri med tiden 3:51.32.